# 馬ヶ背

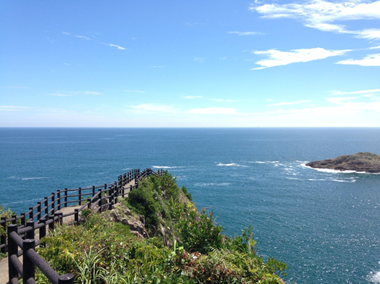
馬ヶ背の突端に向かう歩道。水平線がきれいに見える。

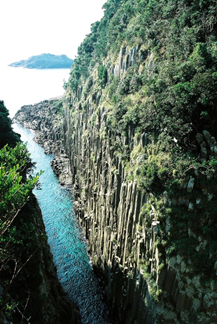
馬ヶ背の断崖絶壁。上から見下ろす景色は壮観。

馬ヶ背（うまがせ）は、宮崎県日向市細島にある日向岬の景勝地。日豊海岸国定公園の南端付近に位置する。

## 概要
日向岬（細島半島）の突端に位置する「馬ヶ背」は、太平洋の水平線を広く見渡すことのできる景勝地として日豊海岸国定公園を代表する観光地である。日向岬馬ヶ背観光案内所（馬ヶ背茶屋）に隣接する駐車場からは遊歩道が整備されており、徒歩およそ６～７分で到達する（細島灯台側のルートではおよそ12～13分）。馬ヶ背の突端へ向かう手前の展望台からは高さ７０メートルにもおよぶ、柱状節理の断崖絶壁を眺めることができる。これらの絶壁は約１５００万年前の海底火山噴火によって隆起したと考えられ、流れ出た溶岩が冷え固まった後、波に浸食により形成されたもので、溶結凝灰岩による柱状節理としては国内最大規模といわれている。また、馬ヶ背の断崖絶壁が属する日向岬の柱状節理は、2018年（平成30年）2月13日に国指定の天然記念物に指定されている。
当地は日向市街地から比較的近い距離にあるため、日向市の代表的な観光スポットとして週末などには多くの観光客で賑わう。

## 由来
地名は、盛りあがった岩肌を海から見ると『馬の背中』に似ていることから名づけられたと言われている。

## 植生
- 樹木類

ビロウ、モチノキ、マテバシイ、シャリンバイ、カゴノキ、ヤブニッケイ、ハマヒサカキ、ヤブツバキ、ダイミンタチバナ、クロガネモチ、トベラ、カラスザンショウ、ネズミモチ
- 群生花

ツワブキ、ハマカンゾウ

## 交通アクセス（日向岬馬ヶ背観光案内所まで）
- 九州旅客鉄道 日向市駅から宮崎交通バス「イオンタウン日向」で下車（所要約8分）、その後徒歩で約50分
- 東九州自動車道日向ICから車で約15分
- 日向市駅から車で約15分
- 願いが叶うクルスの海から車で約3分

## 周辺
- 願いが叶うクルスの海
- 馬ヶ背観光案内所（馬ヶ背茶屋）
- 細島
- 細島灯台